# 三条実行
三条 実行（さんじょう さねゆき、藤原実行、承暦4年〈1080年〉 - 応保2年〈1162年〉）は、平安時代後期の公卿。権大納言・藤原公実の次男。官位は従一位・太政大臣。三条家の始祖。

## 経歴
鳥羽天皇の中宮で崇徳・後白河両帝の国母となった待賢門院の異母兄にあたることから、その縁で弟の徳大寺実能と共に崇徳上皇に近侍した。このため近衛天皇国母の美福門院とその一派とは必然的に対抗する立場となった。なおその一方で、美福門院の従兄弟でもある嫡男・公教を鳥羽法皇の側近として送り込むなど、両勢力に三条家の影響力を保持した。
保延6年（1140年）の除目における左近衛大将の人事では、崇徳天皇の推薦により当時権大納言だった実行がその候補に上ったが、この時は治天の君である鳥羽法皇の意思により、同じく権大納言であった源雅定に決定している。それでも久安5年（1149年）には崇徳上皇や藤原頼長らの支援を得て右大臣に登用され、同時に内大臣に昇進した源雅定を追い抜いて面目を保った。翌久安6年（1150年）には従一位・太政大臣に叙任され、名誉職ながらも位人臣を極めるに至った。
しかし実行は、久寿2年（1155年）に頼長が近衛天皇調伏の嫌疑で失脚すると崇徳上皇方から離反し、その翌年の鳥羽法皇崩御を機に勃発した保元の乱に巻き込まれることもなく、その後も家格を維持した。この実行の後裔が清華家の一つとして繁栄した三条家である。
保元2年（1157年）上表して致仕し、永暦元年（1160年）出家して蓮覚を号した。応保2年（1162年）7月28日薨去。享年83。
著作に天治元年（1124年）の鳥羽上皇の高野山御幸を記録した『高野御幸記（）』がある。

## 逸話
『古事談』に藤原実衡と牛車を争ったとの逸話がある。
貞信公（藤原忠平）から伝わる「ひたまゆ」と呼ばれる毛車が代々摂関家に伝来していた。知足院（藤原忠実）の時代に八条大相国（藤原実行）と高松中納言（藤原実衡）が同時に参議に任ぜられた。二人がそれぞれ忠実に毛車を所望したところ、内々に「ひたまゆ」を実衡に与えると告げられた。そこで実行は同じく所望したのだから私が「ひたまゆ」をいただいてしまおうと思って、二人が同日に拝賀する間に陣の口（武官の詰所の入口）で雑色に命じて毛車を奪い替えてしまった。この雑色は天下無双の京童部であったため、実衡の車副は歯が立たなかったという。
この毛車（ひたまゆ）は三条内府（三条公教）に相伝される。公教が薨去した際、葬礼には毛車を用いるべきとの遺言があり、この毛車を取り寄せた。相国禅門（実行）がこれを聞きつけて、どうしてこの毛車を用いるべきであろうか（用いるべきではない）として、ほかの毛車を使わせたという。しかしながら、葬礼用に取り寄せた毛車であることを理由にその子孫はこの毛車を使わず棄て置いた。聞くところによるとこの毛車は西院（仁和寺の西院か）に置かれていたという。

## 官歴
- 寛治7年（1093年） 正月7日：従五位下。2月5日：加賀権守
- 承徳2年（1098年） 正月27日：左衛門権佐
- 康和2年（1100年） 正月5日：従五位上。正月14日：昇殿。正月28日：少納言
- 康和4年（1102年） 7月21日：正五位下
- 康和5年（1103年） 8月17日：東宮昇殿
- 康和6年（1104年） 正月6日：従四位下
- 天仁元年（1108年） 12月6日[注釈 6]：従四位上
- 天仁2年（1109年） 正月21日：権右中弁
- 天永2年（1111年） 正月14日：正四位下。正月23日：蔵人頭
- 永久3年（1115年） 4月28日：参議
- 永久4年（1116年） 正月30日：兼伊予権守。12月22日[注釈 7]：兼右兵衛督
- 元永2年（1119年） 正月7日：従三位
- 保安3年（1122年） 12月17日[注釈 8]：権中納言。12月21日：兼右衛門督、検非違使別当
- 大治3年（1128年） 正月7日：正三位
- 大治4年（1129年） 10月9日[注釈 9]：左衛門督
- 天承元年（1131年） 12月22日[注釈 10]：権大納言
- 長承元年（1132年） 12月25日[注釈 11]：従二位
- 長承2年（1133年） 正月29日：按察使
- 長承3年（1134年） 正月5日：正二位
- 久安5年（1149年） 7月12日：兼宣旨。7月28日：右大臣
- 久安6年（1150年） 8月21日：太政大臣、従一位
- 保元2年（1157年） 8月9日：致仕
- 永暦元年（1160年） 正月30日：出家

## 系譜
『尊卑分脈』による。
- 父：藤原公実
- 母：藤原基貞女
- 妻：藤原顕季三女
  - 男子：三条公教（1103-1160）
  - 男子：三条公行（1105-1148）
  - 男子：三条公宗
- 生母不明の子女
  - 女子：鳥羽院女房